# Giverville
Giverville település Franciaországban, Eure megyében. Lakosainak száma 382 fő (2022. január 1.). Giverville Boissy-Lamberville, Bazoques, Épreville-en-Lieuvin, Le Favril, Morsan, Notre-Dame-d’Épine és Le Mesnil-Saint-Jean községekkel határos.

## Népesség
A település népességének változása:
| Lakosok száma | 333  | 282  | 262  | 294  | 333  | 375  | 400  | 409  | 400  | 382  |
|               | 1968 | 1982 | 1990 | 2006 | 2013 | 2015 | 2017 | 2019 | 2020 | 2022 |